# Rolf de Heer
Rolf de Heer (Heemskerk, Holanda del Nord, 4 de maig de 1951) és un director de cinema australià d'origen neerlandès. Va emigrar a Sydney quan tenia vuit anys. Va assistir a l'Escola Australiana de Cinema, Televisió i Ràdio a Sydney. La seva empresa es diu Vertigo Productions i té la seu a Adelaida. De Heer principalment fa pel·lícules alternatives o arthouse. Segons les notes de la jaqueta del videoclip, Heer té l'honor de coproduir i dirigir l'única pel·lícula de cinema, Dingo, en què la llegenda de jazz Miles Davis hi apareix com a actor. Miles Davis va col·laborar amb Michel Legrand en la partitura de la banda sonora. És l'assumpte del llibre Dutch Tilt, Aussie Auteur: The Films of Rolf de Heer (First edition – Saarbrücken, Germany: VDM, 2009. Second edition – Ebook: Starrs via Smashwords.com, 2013) del doctor D. Bruno Starrs, un estudi complet de les seves pel·lícules fins ara, Dancing to His Song: Rolf de Heer Singular Cinema de la crítica de cinema Jane Freebury, està publicat en ebook i en tinta el 2015.
El 2006 la seva pel·lícula Ten Canoes va guanyar el premi especial del jurat Un Certain Regard al 59è Festival Internacional de Cinema de Canes. i el Grand Prix del Festival Internacional de Cinema de Flandes compartit amb Peter Djigirr.
La seva pel·lícula Charlie's Country de 2013 va ser seleccionada per competir a la secció Un Certain Regard al 67è Festival Internacional de Cinema de Canes.

## Filmografia
- Tail of a Tiger (1984)
- Thank You Jack (1985) (TV)
- Incident at Raven's Gate (1988)
- Dingo (1991)
- Bad Boy Bubby (1993)
- The Quiet Room (1996)
- Epsilon (1997)
- Dance Me to My Song (1998)
- The Sound of One Hand Clapping (1998) (producer)
- Spank (1999) (producer)
- El vell que llegia novel·les d'amor (2000)
- The Tracker (2002)
- Alexandra's Project (2003)
- Ten Canoes (2006)
- The Balanda and the Bark Canoes (2006) (TV)
- Dr. Plonk (2007)
- Twelve Canoes (2008)
- The King is Dead (2012)[1]
- Charlie's Country (2013)